# 関山 (台湾)
関山（かんざん）は台湾の台東県海端郷と高雄市桃源区の境界に位置する標高3,668mの山。玉山国家公園の南西境界にある。

## 概要
中央山脈南部の最高峰であり、台湾百岳では12位、また「十峻」の1つに数えられる。「南台首岳」とも呼ばれ、ピラミッドに似た山容を持つ。
険しい地形で、関山大崩壁や向陽大崩壁などの崖地形が見られる。恐龍塔から鷹子嘴山間は崩れやすく非常に危険なため、庫哈諾辛山を経由して登る人が多い。
向陽山との鞍部の下には「大関山トンネル」が通っており、トンネル口の埡口には標高2722mの登山口がある。